# Bruno Klammer
Bruno Klammer OFM (* 22. Juli 1938 in Ahrntal, Italien) ist ein Schriftsteller, Lektor und Verleger aus Südtirol.

## Biografie
Klammer studierte Philosophie, Theologie, Romanistik und Germanistik und ist Herausgeber und Autor mehrerer wissenschaftlicher und literarischer Werke. Außerdem sind von ihm zahlreiche Beiträge in diversen Publikationen und Zeitschriften erschienen.
1981–1995 war Klammer Direktor des Bozner Franziskanergymnasiums.
Seit 1997 leitet er ein Projekt zur wissenschaftlichen „Erschließung der historischen Bibliotheken (EHB) und Buchbestände Südtirols“.
Seit 2001 ist Klammer Präsident des Förderungsverlages Provinz Verlag mit Sitz in Brixen.
Klammer ist Mitglied des Franziskanerordens und lebt in Gais bei Bruneck.

## Bibliographie
- Lyrische Splitter (Gedichte). Athesia, Bozen 1980, ISBN 88-7014-143-8.
- Bozner Passion 1495 – die Spielhandschrift A und B (= Mittlere Deutsche Literatur in Neu- und Nachdrucken, Band 20). Peter Lang Verlag, Bern u. a. 1986, ISBN 3-261-04869-7.[2]
- Projekttheologie. Ein Manifest. Distel-Vereinigung, Bozen 1994, ISBN 88-86391-00-5.
- Jakobsleitern zur virtuellen Bibliothek: Antrittsgedanken zu einem ehrgeizigen Projekt (wissenschaftlicher Bericht), 1997
- An einem der Tage ging Jesu zu Bert Brecht. Bozen 1998, ISBN 3-932319-76-1.
- Als meine Gehirnblase voll war. Brixen 2002, ISBN 88-88118-08-X.
- Versuch um eine andere Seele (Erzählungen). 2004, ISBN 88-88118-19-5.
- Krisenpastoral (Fachwerk). 2006, ISBN 88-88118-28-4.
- Pastorale per situazioni di crisi (in ital. Sprache). 2007, ISBN 88-88118-34-9.
- Denkstücke an die Krümmungen des Seins. 2007, ISBN 978-88-8811-8-41-3.
- Auf und Ab. Krise als Unterrichtsstoff, Co-Autor, 2007, ISBN 978-88-88118-51-2.
- EHB Themenliste. Brixen 2009, ISBN 978-88-88118-68-0.
- Sieben Kreuzwege gehen. Provinz-Verlag, Brixen 2017, ISBN 978-88-99444-11-2.